# Cladribine
Cladribine, được bán dưới tên thương hiệu Leustatin và Mavenclad cùng với những loại khác, là một loại thuốc dùng để điều trị bệnh bạch cầu tế bào lông (HCL, bệnh bạch cầu reticuloendotheliosis), bệnh bạch cầu lymphocytic mạn tính tế bào B và tái phát bệnh đa xơ cứng (RR). Tên hóa học của nó là 2-chloro-2'-deoxyadenosine (2CdA).
Là một chất tương tự purine, nó là một tác nhân hóa trị tổng hợp nhắm vào các tế bào lympho và ức chế chọn lọc hệ thống miễn dịch. Về mặt hóa học, nó bắt chước các nucleoside adenosine. Tuy nhiên, không giống như adenosine, nó có khả năng chống phân hủy bởi enzyme adenosine deaminase, khiến nó tích tụ trong các tế bào và cản trở khả năng xử lý DNA của tế bào. Cladribine được hấp thụ vào các tế bào thông qua một protein vận chuyển. Một vào khi bên trong tế bào, cladribine được kích hoạt khi được triphosphoryl hóa bởi enzyme deoxyadenosine kinase (dCK) và bị bất hoạt bởi các phosphatase khác nhau. Sau hoạt hóa, cladribine được kết hợp vào DNA ty thể và hạt nhân, gây ra apoptosis. Cladribine không kích hoạt được loại bỏ nhanh chóng khỏi tất cả các tế bào khác. Điều này có nghĩa là có rất ít mất tế bào không đích.

## Sử dụng trong y tế
Cladribine được sử dụng như là một điều trị đầu tiên và thứ hai cho bệnh bạch cầu tế bào lông có triệu chứng và cho bệnh bạch cầu lymphocytic mãn tính tế bào B và được tiêm bằng cách tiêm tĩnh mạch hoặc tiêm dưới da.
Kể từ năm 2017, cladribine được phê duyệt dưới dạng thuốc uống để điều trị RRMS (Đa xơ cứng dạng tái phát-thuyên giảm) ở Châu Âu, UAE, Argentina, Chile, Canada và Úc. Ủy quyền tiếp thị cho RRMS và SPMS (Đa xơ cứng tiến triển thứ phát) tại Hoa Kỳ đã được lấy vào tháng 3 năm 2019.
Một số nhà điều tra đã sử dụng công thức tiêm ngoài đường uống để điều trị bệnh nhân bị HCL. Điều quan trọng cần lưu ý là khoảng 40% cladribine uống là được hấp thụ. Nó được sử dụng, thường kết hợp với các tác nhân gây độc tế bào khác, để điều trị các loại bệnh mô bào khác nhau, bao gồm cả bệnh Erdheim-Chester  và bệnh mô bào tế bào Langerhans,
Cladribine có thể gây hại cho thai nhi khi dùng cho phụ nữ mang thai và được FDA liệt kê là Loại thai kỳ D; an toàn và hiệu quả ở trẻ em chưa được thành lập.

## Tác dụng phụ
Cladribine tiêm ức chế khả năng tạo ra các tế bào lympho mới, tế bào giết người tự nhiên và bạch cầu trung tính (gọi là ức chế tủy); dữ liệu từ các nghiên cứu của HCL cho thấy khoảng 70% những người dùng thuốc có ít tế bào bạch cầu hơn và khoảng 30% bị nhiễm trùng và một số trong số đó đã tiến triển thành sốc nhiễm trùng; khoảng 40% người dùng thuốc có ít tế bào hồng cầu hơn và bị thiếu máu trầm trọng; và khoảng 10% số người có quá ít tiểu cầu.
Với liều dùng để điều trị HCL trong hai thử nghiệm lâm sàng, 16% người bị phát ban và 22% bị buồn nôn, buồn nôn thường không dẫn đến nôn.
So sánh, trong MS, cladribine có liên quan đến tỷ lệ ức chế tế bào lympho nghiêm trọng 6% (giảm bạch cầu) (mức thấp hơn 50% so với bình thường). Các tác dụng phụ phổ biến khác bao gồm đau đầu (75%), đau họng (56%), bệnh giống cảm lạnh thông thường (42%) và buồn nôn (39%) 

## Cơ chế hoạt động
Là một chất tương tự purine, nó được đưa vào các tế bào tăng sinh nhanh chóng như tế bào lympho để được đưa vào tổng hợp DNA. Không giống như adenosine, cladribine có một phân tử clo ở vị trí 2, khiến nó có khả năng chống phân hủy một phần bởi adenosine deaminase (ADA). Trong các tế bào, nó được phosphoryl hóa thành dạng độc hại của nó, deoxyadenosine triphosphate, bởi enzyme deoxycytidine kinase (DCK). Phân tử này sau đó được đưa vào con đường tổng hợp DNA, nơi nó gây ra đứt gãy sợi. Tiếp theo là việc kích hoạt yếu tố phiên mã p53, giải phóng cytochrom c từ ty thể và chết tế bào được lập trình cuối cùng (apoptosis). Quá trình này xảy ra trong khoảng 2 tháng, với mức độ suy giảm tế bào cao nhất 4-8 tuần sau khi điều trị 
Trong nhóm tế bào lympho, cladribine nhắm vào các tế bào B nhiều hơn tế bào T. Cả HCL và bệnh bạch cầu lymphocytic mãn tính tế bào B là loại ung thư máu tế bào B. Trong MS, hiệu quả của nó có thể là do khả năng làm suy giảm hiệu quả các tế bào B, đặc biệt là các tế bào B bộ nhớ  Trong thử nghiệm lâm sàng giai đoạn 3 của cladribine uống trong MS, CLARITY, cladribine đã làm cạn kiệt 80% các tế bào B ngoại biên, so với chỉ 40-50% tổng số tế bào T. Gần đây, cladribine đã được chứng minh là gây ra sự ức chế lâu dài, chọn lọc một số loại phụ của một số tế bào B, đặc biệt là các tế bào B bộ nhớ.
Một họ enzyme khác, 5'nucleotidase (5NCT), khử phosphat hóa cladribine, khiến nó không hoạt động. Loại phụ quan trọng nhất của nhóm này dường như là 5NCT1A, có hoạt tính tế bào học và đặc hiệu cho các chất tương tự purine. Khi biểu hiện gen DCK được biểu thị theo tỷ lệ với 5NCT1A, các tế bào có tỷ lệ cao nhất là tế bào B, đặc biệt là trung tâm mầm bệnh và tế bào B ngây thơ. Điều này một lần nữa giúp giải thích các tế bào B nào dễ bị tổn thương hơn với apoptosis qua trung gian cladribine.
Mặc dù cladribine được chọn lọc cho các tế bào B, sự ức chế lâu dài của các tế bào B bộ nhớ, có thể đóng góp vào tác dụng của nó trong MS, không được giải thích bằng biểu hiện gen hoặc protein. Thay vào đó, cladribine dường như làm cạn kiệt toàn bộ bộ phận tế bào B. Tuy nhiên, trong khi các tế bào B ngây thơ di chuyển nhanh chóng từ các cơ quan bạch huyết, thì nhóm tế bào B hồi phục rất chậm từ tủy xương.

## Lịch sử
Ernest Beutler và Dennis A. Carson đã nghiên cứu thiếu hụt adenosine deaminase và nhận ra rằng vì thiếu adenosine deaminase dẫn đến sự phá hủy tế bào lympho B, một loại thuốc được thiết kế để ức chế adenosine deaminase có thể hữu ích trong u lympho. Carson sau đó đã tổng hợp cladribine và qua nghiên cứu lâm sàng tại Scripps bắt đầu từ những năm 1980, Beutler đã thử nghiệm nó dưới dạng tiêm truyền tĩnh mạch và thấy nó đặc biệt hữu ích để điều trị bệnh bạch cầu tế bào lông (HCL). Không có công ty dược phẩm nào quan tâm đến việc bán thuốc vì HCL là một bệnh mồ côi, vì vậy phòng thí nghiệm của Beutler đã tổng hợp và đóng gói và cung cấp cho nhà thuốc bệnh viện; phòng thí nghiệm cũng đã phát triển một thử nghiệm để theo dõi nồng độ trong máu. Đây là phương pháp điều trị đầu tiên dẫn đến sự thuyên giảm HCL kéo dài, trước đây không thể điều trị được. :14–15
Vào tháng 2 năm 1991, Scripps bắt đầu hợp tác với Johnson & Johnson để đưa cladribine tiêm tĩnh mạch ra thị trường và đến tháng 12 năm đó, J & J đã nộp một NDA; cladrabine đã được FDA chấp thuận vào năm 1993 cho HCL dưới dạng thuốc mồ côi, và được chấp thuận ở châu Âu vào cuối năm đó. :2
Công thức dưới da được phát triển ở Thụy Sĩ vào đầu những năm 1990 và nó đã được thương mại hóa bởi Lipomed GmbH vào những năm 2000. :2 

## Đa xơ cứng
Vào giữa những năm 1990, Beutler, hợp tác với Jack Sipe, một nhà thần kinh học tại Scripps, đã thực hiện một số thử nghiệm lâm sàng khám phá công dụng của cladribine trong bệnh đa xơ cứng, dựa trên tác dụng ức chế miễn dịch của thuốc. Sipe hiểu biết sâu sắc về MS, và Beutler quan tâm đến MS do chị gái của anh ta đã có nó, dẫn đến một sự hợp tác rất hiệu quả. :17  Ortho-Clinical, một công ty con của J & J, đã nộp NDA cho cladribine cho MS vào năm 1997 nhưng đã rút nó vào cuối những năm 1990 sau khi thảo luận với FDA chứng minh rằng cần thêm dữ liệu lâm sàng.
Ivax có được quyền quản lý bằng miệng của cladribine để điều trị MS từ Scripps năm 2000, và hợp tác với Serono vào năm 2002. Ivax đã được Teva mua lại vào năm 2006, và Merck KGaA đã giành quyền kiểm soát hoạt động kinh doanh thuốc của Serono vào năm 2006.
Một công thức thuốc uống với cyclodextrin đã được phát triển  :16 và Ivax và Serono, sau đó Merck KGaA đã tiến hành một số nghiên cứu lâm sàng. Merck KGaA đã nộp đơn cho Cơ quan Dược phẩm Châu Âu vào năm 2009, đã bị từ chối vào năm 2010, và một đơn kháng cáo đã bị từ chối vào năm 2011  :4–5 Tương tự như vậy, NDA của Merck KGaA với FDA đã bị từ chối vào năm 2011. Những lo ngại là một số trường hợp ung thư đã phát sinh, và tỷ lệ lợi ích so với tác hại không rõ ràng đối với các cơ quan quản lý. :54–55 Thất bại với FDA và EMA là một đòn giáng mạnh vào Merck KGaA và là một trong những sự kiện dẫn đến việc tái tổ chức, sa thải và đóng cửa cơ sở Thụy Sĩ nơi Serono đã phát sinh. Tuy nhiên, một số thử nghiệm lâm sàng MS vẫn đang tiếp tục tại thời điểm từ chối và Merck KGaA cam kết hoàn thành chúng. Một phân tích tổng hợp dữ liệu từ các thử nghiệm lâm sàng cho thấy cladiribine không làm tăng nguy cơ ung thư ở liều dùng trong các thử nghiệm lâm sàng.
Vào năm 2015, Merck KGaA tuyên bố sẽ một lần nữa tìm kiếm sự chấp thuận theo quy định với dữ liệu từ các thử nghiệm lâm sàng đã hoàn thành trong tay, và năm 2016, EMA đã chấp nhận đơn xin xem xét. Vào ngày 22 tháng 6 năm 2017,   Ủy ban về các sản phẩm thuốc của EMA   (CHMP) đã thông qua một ý kiến tích cực, khuyến nghị cấp một   ủy quyền tiếp thị để điều trị các dạng tái phát của bệnh đa xơ cứng.
Cuối cùng, sau tất cả những vấn đề này, nó đã được phê duyệt ở châu Âu vào tháng 8 năm 2017 cho RRMS hoạt động mạnh.

### Hiệu quả
Cladribine là một phương pháp điều trị hiệu quả để tái phát MS, với tỷ lệ tái phát hàng năm là 54,5%. Những tác dụng này có thể được duy trì đến 4 năm sau khi điều trị ban đầu, ngay cả khi không dùng thêm liều nào nữa. Do đó, cladribine được coi là một liệu pháp phục hồi miễn dịch hiệu quả cao ở MS. Tương tự như alemtuzumab, cladribine được dùng làm hai khóa học cách nhau khoảng một năm. Mỗi liệu trình bao gồm 4-5 viên được tiêm trong một tuần trong tháng đầu tiên, tiếp theo là liều thứ hai của 4-5 viên khác vào tháng sau  Trong thời gian này và sau liều cuối cùng, bệnh nhân được theo dõi các tác dụng phụ và dấu hiệu bất lợi tái phát.
https://www.merckneurology.co.uk/wp-content/uploads/2017/08/mavenclad-table-1.jpg

### An toàn
So với alemtuzumab, cladribine có liên quan đến tỷ lệ giảm bạch cầu nghiêm trọng thấp hơn. Nó cũng có tỷ lệ các tác dụng phụ phổ biến thấp hơn, đặc biệt là nhiễm trùng nhẹ đến trung bình  Vì cladribine không phải là liệu pháp sinh học tái tổ hợp, nó không liên quan đến sự phát triển của kháng thể chống lại thuốc, điều này có thể làm giảm hiệu quả của liều tương lai. Ngoài ra, không giống như alemtuzumab, cladribine không liên quan đến tự miễn dịch thứ cấp.
Điều này có lẽ là do thực tế cladribine nhắm mục tiêu chọn lọc hơn các tế bào B. Không giống như alemtuzumab, cladribine không liên quan đến sự tái tạo nhanh chóng của nhóm tế bào B máu ngoại vi, sau đó là overovershoots với số lượng ban đầu lên tới 30%. Thay vào đó, các tế bào B sinh sản chậm hơn, đạt gần số lượng tế bào B bình thường sau 1 năm. Hiện tượng này và sự tương đối của các tế bào T, một số trong đó có thể quan trọng trong việc điều chỉnh hệ thống chống lại các phản ứng tự miễn khác, được cho là giải thích sự thiếu tự miễn dịch thứ cấp.

### Sử dụng trong thực hành lâm sàng
Quyết định bắt đầu sử dụng cladribine trong MS phụ thuộc vào mức độ hoạt động của bệnh (được đo bằng số lần tái phát trong năm qua và các tổn thương tăng cường gadolinium trên MRI), thất bại của các liệu pháp điều chỉnh bệnh trước đây, các rủi ro và lợi ích tiềm năng và lựa chọn bệnh nhân.
Tại Vương quốc Anh, Viện Xuất sắc Lâm sàng Quốc gia (NICE) khuyến cáo cladribine để điều trị RRMS hoạt động mạnh ở người lớn nếu người mắc bệnh:
phát triển nhanh chóng tái phát nghiêm trọng, khắc phục bệnh đa xơ cứng, nghĩa là, ít nhất 2 lần tái phát trong năm trước và ít nhất 1 tổn thương tăng cường gadolinium T1 tại MRI ban đầu hoặc
tái phát lại bệnh đa xơ cứng đã đáp ứng không đầy đủ với điều trị bằng liệu pháp điều chỉnh bệnh, được xác định là 1 lần tái phát trong năm trước và bằng chứng MRI về hoạt động của bệnh. 
Những người bị MS yêu cầu tư vấn về lợi ích dự định của cladribine trong việc giảm nguy cơ tái phát và tiến triển bệnh, so với nguy cơ tác dụng phụ như đau đầu, buồn nôn và nhiễm trùng nhẹ đến trung bình. Phụ nữ trong độ tuổi sinh đẻ cũng cần tư vấn rằng họ không nên thụ thai trong khi dùng cladribine, do nguy cơ gây hại cho thai nhi.
Cladribine, như 10   Mavenclad chuẩn bị bằng miệng, được dùng dưới dạng hai viên thuốc cách nhau khoảng một năm. Mỗi khóa học bao gồm bốn đến năm ngày điều trị trong tháng đầu tiên, tiếp theo là thêm bốn đến năm ngày điều trị trong tháng thứ hai. Liều khuyến cáo của Mavenclad là 3,5   mg / kg trong 2 năm, được đưa ra trong hai đợt điều trị 1,75   mg / kg / năm. Do đó, số lượng viên thuốc được sử dụng trong mỗi ngày điều trị tùy thuộc vào cân nặng của người đó. Hướng dẫn đầy đủ về chiến lược dùng thuốc có thể được tìm thấy dưới đây:
https://www.merckneurology.co.uk/mavenclad/mavenclad-efficacy/ Lưu trữ ngày 18 tháng 11 năm 2017 tại Wayback Machine
Sau khi điều trị, những người bị MS được theo dõi bằng xét nghiệm máu thường xuyên, xem xét cụ thể về số lượng tế bào bạch cầu và chức năng gan. Bệnh nhân nên được theo dõi thường xuyên bởi bác sĩ thần kinh điều trị để đánh giá hiệu quả và có thể liên hệ với dịch vụ MS của họ trong trường hợp có tác dụng phụ hoặc tái phát. Sau hai năm đầu điều trị tích cực, không cần điều trị thêm nữa, vì cladribine đã được chứng minh là có hiệu quả đến tối thiểu bốn năm sau khi điều trị. Tuy nhiên, nếu bệnh nhân không đáp ứng, các lựa chọn bao gồm chuyển sang các liệu pháp điều trị bệnh hiệu quả cao khác như alemtuzumab, fingerolimod hoặc natalizumab.

## Hướng nghiên cứu
Cladribine đã được nghiên cứu như là một phần của chế độ hóa trị liệu đa thuốc đối với bệnh bạch cầu tăng sản tế bào T kháng thuốc.